# Andreas Cornelius
Andreas Evald Cornelius (sinh ngày 16 tháng 3 năm 1993) là một cầu thủ bóng đá chuyên nghiệp người Đan Mạch hiện thi đấu ở vị trí tiền đạo cho câu lạc bộ Copenhagen và đội tuyển quốc gia Đan Mạch.

## Thống kê sự nghiệp

### Câu lạc bộ
Tính đến ngày 13 tháng 11 năm 2022
| Club            | Season       | League           | League | League | National Cup | National Cup | League Cup | League Cup | Europe | Europe | Other | Other | Total | Total |
| Club            | Season       | Division         | Apps   | Goals  | Apps         | Goals        | Apps       | Goals      | Apps   | Goals  | Apps  | Goals | Apps  | Goals |
| --------------- | ------------ | ---------------- | ------ | ------ | ------------ | ------------ | ---------- | ---------- | ------ | ------ | ----- | ----- | ----- | ----- |
| Copenhagen      | 2011–12      | Danish Superliga | 2      | 0      | 0            | 0            | –          | –          | 0      | 0      | –     | –     | 2     | 0     |
| Copenhagen      | 2012–13      | Danish Superliga | 32     | 18     | 2            | 1            | –          | –          | 10     | 1      | –     | –     | 44    | 20    |
| Copenhagen      | Total        | Total            | 34     | 18     | 2            | 1            | –          | –          | 10     | 1      | –     | –     | 46    | 20    |
| Cardiff City    | 2013–14      | Premier League   | 8      | 0      | 2            | 0            | 1          | 0          | –      | –      | –     | –     | 11    | 0     |
| Copenhagen      | 2013–14      | Danish Superliga | 13     | 5      | 3            | 1            | –          | –          | 0      | 0      | –     | –     | 16    | 6     |
| Copenhagen      | 2014–15      | Danish Superliga | 23     | 6      | 3            | 1            | –          | –          | 8      | 1      | –     | –     | 34    | 8     |
| Copenhagen      | 2015–16      | Danish Superliga | 25     | 5      | 6            | 1            | –          | –          | 0      | 0      | –     | –     | 31    | 6     |
| Copenhagen      | 2016–17      | Danish Superliga | 30     | 12     | 4            | 2            | –          | –          | 15     | 7      | –     | –     | 49    | 21    |
| Copenhagen      | 2022–23      | Danish Superliga | 0      | 0      | 0            | 0            | –          | –          | 0      | 0      | –     | –     | 0     | 0     |
| Copenhagen      | Total        | Total            | 91     | 28     | 16           | 5            | –          | –          | 23     | 8      | –     | –     | 130   | 41    |
| Atalanta        | 2017–18      | Serie A          | 23     | 3      | 4            | 1            | –          | –          | 4      | 2      | –     | –     | 31    | 6     |
| Atalanta        | 2018–19      | Serie A          | 0      | 0      | 0            | 0            | –          | –          | 4      | 1      | –     | –     | 4     | 1     |
| Atalanta        | Total        | Total            | 23     | 3      | 4            | 1            | –          | –          | 8      | 3      | –     | –     | 35    | 7     |
| Bordeaux (loan) | 2018–19      | Ligue 1          | 20     | 3      | 1            | 0            | 3          | 0          | 5      | 0      | –     | –     | 29    | 3     |
| Parma (loan)    | 2019–20      | Serie A          | 26     | 12     | 1            | 0            | –          | –          | –      | –      | –     | –     | 27    | 12    |
| Parma (loan)    | 2020–21      | Serie A          | 29     | 1      | 1            | 0            | –          | –          | –      | –      | –     | –     | 30    | 1     |
| Parma (loan)    | Total        | Total            | 55     | 13     | 2            | 0            | –          | –          | –      | –      | –     | –     | 57    | 13    |
| Trabzonspor     | 2021–22      | Süper Lig        | 37     | 15     | 3            | 1            | –          | –          | 2      | 1      | –     | –     | 42    | 17    |
| Trabzonspor     | 2022–23      | Süper Lig        | 4      | 1      | 0            | 0            | –          | –          | 2      | 0      | 1     | 2     | 7     | 3     |
| Trabzonspor     | Total        | Total            | 41     | 16     | 3            | 1            | –          | –          | 4      | 1      | 1     | 2     | 49    | 20    |
| Copenhagen      | 2022–23      | Danish Superliga | 5      | 0      | 1            | 2            | –          | –          | 2      | 0      | –     | –     | 8     | 2     |
| Career total    | Career total | Career total     | 277    | 81     | 31           | 10           | 4          | 0          | 52     | 13     | 1     | 2     | 365   | 106   |

1. 1 2 3  Appearances in UEFA Europa League
2. ↑  Appearances in UEFA Europa Conference League
3. 1 2  Appearances in UEFA Champions League
4. ↑  Appearance in Turkish Super Cup

### Quốc tế
Tính đến ngày 30 tháng 11 năm 2022
| Đội tuyển quốc gia | Năm  | Trận | Bàn |
| ------------------ | ---- | ---- | --- |
| Đan Mạch           | 2012 | 2    | 0   |
| Đan Mạch           | 2013 | 5    | 1   |
| Đan Mạch           | 2014 | 1    | 0   |
| Đan Mạch           | 2015 | 0    | 0   |
| Đan Mạch           | 2016 | 3    | 2   |
| Đan Mạch           | 2017 | 6    | 1   |
| Đan Mạch           | 2018 | 6    | 0   |
| Đan Mạch           | 2019 | 2    | 0   |
| Đan Mạch           | 2020 | 2    | 1   |
| Đan Mạch           | 2021 | 9    | 2   |
| Đan Mạch           | 2022 | 8    | 2   |
| Tổng               | Tổng | 44   | 9   |

Bàn thắng và kết quả của Đan Mạch được để trước.
| #  | Ngày                 | Địa điểm                                   | Đối thủ              | Bàn thắng | Kết quả | Giải đấu                      |
| -- | -------------------- | ------------------------------------------ | -------------------- | --------- | ------- | ----------------------------- |
| 1. | 22 tháng 3 năm 2013  | Sân vận động Andrův, Olomouc, Cộng hòa Séc | Cộng hòa Séc         | 1–0       | 3–0     | Vòng loại FIFA World Cup 2014 |
| 2. | 31 tháng 8 năm 2016  | CASA Arena, Horsens, Đan Mạch              | Liechtenstein        | 3–0       | 5–0     | Giao hữu                      |
| 3. | 11 tháng 11 năm 2016 | Sân vận động Parken, Copenhagen, Đan Mạch  | Kazakhstan           | 1–0       | 4–1     | Vòng loại FIFA World Cup 2018 |
| 4. | 1 tháng 9 năm 2017   | Sân vận động Parken, Copenhagen, Đan Mạch  | Ba Lan               | 2–0       | 4–0     | Vòng loại FIFA World Cup 2018 |
| 5. | 7 tháng 10 năm 2020  | MCH Arena, Herning, Đan Mạch               | Quần đảo Faroe       | 4–0       | 4–0     | Giao hữu                      |
| 6. | 6 tháng 6 năm 2021   | Sân vận động Brøndby, Brøndby, Đan Mạch    | Bosna và Hercegovina | 2–0       | 2–0     | Giao hữu                      |
| 7. | 7 tháng 9 năm 2021   | Sân vận động Parken, Copenhagen, Đan Mạch  | Israel               | 5–0       | 5–0     | Vòng loại FIFA World Cup 2022 |
| 8. | 3 tháng 6 năm 2022   | Stade de France, Saint-Denis, Pháp         | Pháp                 | 1–1       | 2–1     | UEFA Nations League 2022–23   |
| 9. | 3 tháng 6 năm 2022   | Stade de France, Saint-Denis, Pháp         | Pháp                 | 2–1       | 2–1     | UEFA Nations League 2022–23   |